# Helwecja
Helwecja (łac. Helvetia) - nazwa krainy znajdującej się mniej więcej na terenach współczesnej Szwajcarii, wzdłuż doliny rzeki Aare, w której w starożytności żyło plemię Helwetów. 
Plemię to, prawdopodobnie pochodzenia celtyckiego pojawiło się na kartach historii, po nieudanej próbie ekspansji na tereny Galii w 58 p.n.e. Tereny Helwetów zostały podbite i wcielone do rzymskiej prowincji Galii Zaalpejskiej przez Juliusza Cezara.